# Notiophilus aeneus
Notiophilus aeneus – gatunek chrząszcza z rodziny biegaczowatych i podrodziny leszowych.

## Taksonomia
Gatunek ten opisany został po raz pierwszy w 1806 roku przez Johanna F.W. Herbsta pod nazwą Elaphrus aeneus.

## Morfologia
Głowa jest znacznie szersza od przedplecza i ma na czole pięć wzdłużnych bruzd między szerszymi bocznymi rowkami. Przednia krawędź nadustka jest wyraźnie wykrojona. Czułki są w całości jasno ubarwione, grubsze niż u innych północnoamerykańskich wyszczerków. Przedplecze ma wyraźnie esowate krawędzie boczne, głęboko wykrojone przed wydatnymi kątami tylnymi. Powierzchnia przedplecza jest w dużej mierze pozbawiona punktowania. Różnice w szerokościach pomiędzy międzyrzędami pokryw są mniejsze niż u innych północnoamerykańskich wyszczerków. Kolorystyka odnóży jest w całości jasna. U samca przednie stopy są bardzo nieznacznie rozszerzone.

## Ekologia i występowanie
Owad nizinny, występujący do wysokości 335 m n.p.m. Zasiedla lasy liściaste, mieszane i iglaste, przesieki, polany i przydroża. Bytuje w ściółce i wśród mchów, niekiedy wspinając się na dolne partie pni. Aktywne osobniki dorosłe obserwuje się przez cały rok, ale w części zasięgu zimują. Najaktywniejsze są w pełnym słońcu, aczkolwiek formom długoskrzydłym zdarza się przylatywać nocą do sztucznych źródeł światła. Polują na drobne stawonogi, w tym na gąsienice.
Gatunek nearktyczny o wschodnioamerykańskim typie rozsiedlenia. W Kanadzie podawany jest z Nowego Brunszwiku, Nowej Szkocji, Ontario, Quebecu i Wyspy Księcia Edwarda. W Stanach Zjednoczonych znany jest z Connecticut, Delaware, Dystryktu Kolumbii, Georgii, Iowy, Illinois, Karoliny Północnej, Karoliny Południowej, Maine, Massachusetts, Marylandu, Michigan, Minnesoty, Missouri, New Hampshire, New Jersey, Nowego Jorku, Ohio, Pensylwanii, Rhode Island, Tennessee, Vermontu, Wirginii, Wirginii Zachodniej i Wisconsin.